# Casa Bandy
Casa Bandy (en inglés: Casa Bandy) es una casa histórica ubicada en Escondido en el estado estadounidense de California. Casa Bandy se encuentra inscrito  en el Registro Nacional de Lugares Históricos desde el 12 de enero de 1993. 

## Ubicación
Casa Bandy se encuentra dentro del condado de San Diego en las coordenadas 33°07′05″N 117°01′13″O / 33.118056, -117.020278.